# 強氏矛吻海龍
強氏矛吻海龍（学名：Doryrhamphus janssi），为輻鰭魚綱棘背魚目海龍魚科的其中一種，分布於中西太平洋區，包括柬埔寨、越南、泰國、聖誕島、新加坡、菲律賓、澳洲、密克羅尼西亞、索羅門群島、帛琉及巴布亞紐幾內亞等海域，棲息深度可達35公尺，體長可達14公分，棲息在珊瑚礁縫隙及潮池，卵胎生。

## 外部連結
- 強氏矛吻海龍的圖片 （页面存档备份，存于）